# Poedersneeuw
Poedersneeuw is sneeuw in fijne droge korreltjes van hooguit 5 mm groot. Deze korrels plakken maar moeilijk aan elkaar, waardoor poedersneeuw niet geschikt is voor het maken van sneeuwballen of sneeuwpoppen. Poedersneeuw valt doorgaans bij temperaturen van -5 °C of lager. 